# 英祖 (朝鮮王)
英祖（ヨンジョ、えいそ、1694年10月31日 - 1776年4月22日）は、李氏朝鮮時代の21代国王（在位：1724年10月16日 - 1776年4月22日）。諱は昑（クム、금）。字は光叔（クァンスク、こうしゅく、광숙）。諡号は至行純徳英謨毅烈章義弘倫光仁敦禧体天建極聖功神化大成広運開泰基永堯明舜哲乾健坤寧配命垂統景暦洪休中和隆道粛荘彰勲正文宣武熙敬顕孝大王（清国からの諡号は荘順王）。元の廟号は「英宗」だったが、1857年に「英祖」とあらためられた。即位前は延礽君（ヨニングン）と称し、粛宗の次男にあたる。母は和敬淑嬪崔氏。朝鮮王朝の歴代君主中最も長生きした君主であり、在位期間もおよそ52年間と最も長かった。

## 生涯

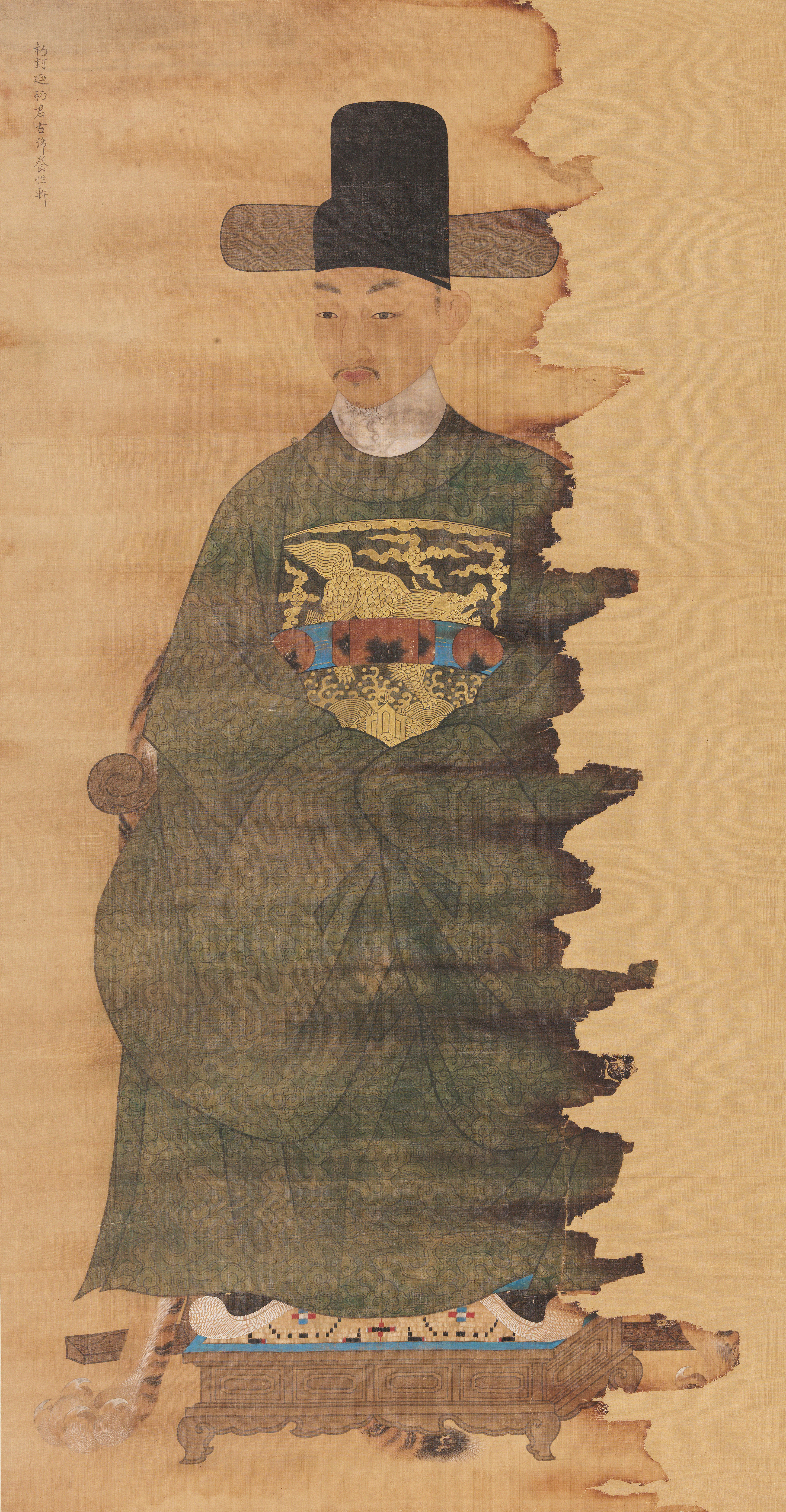
若き日の延礽君

粛宗の次男として生まれ、1699年に延礽君に冊立された。生母の淑嬪崔氏は宮廷の水賜伊出身（雑事を担当する下女）とされる説もあるが、針房（チムバン、침방）に所属していた。生母が賎しい身分のため、延礽君は同じ王子ながらも世子である異母兄の李昀（景宗）とは全く違う扱いを受け、周りの慇懃な蔑視を受けながら育った。
王世子は14歳の時に母の禧嬪張氏が賜薬を受けて殺されたのを見た後、病気となり、粛宗からも冷遇されていた。王世子に子がなかったこともあり、粛宗は景宗の跡を延礽君に継がせるよう左議政の李頤命に命じた。これにより王世子を支持する少論と延礽君を支持する老論の間の権力争いが激しくなった。1720年に王世子が即位した後、延礽君を王世弟に冊立しようという建議が出されたが、延礽君は王世弟位を繰り返し辞退した。結局1721年に王世弟に冊立され、1724年8月に病弱だった景宗が薨去するとそのまま王位を継ぐこととなった。
熾烈な党争の中で生命の脅威まで感じていた英祖は、登極するや少論を追い出して老論を登用したものの、徐々に蕩平策でもって老論と少論の均衡政局を作ろうと努力するようになった。しかし即位から4年後の1728年、景宗の死で政治的基盤を脅かされた李麟佐・李有翼らが昭顕世子の曾孫の密豊君李坦を国王に推戴して武力で英祖と老論を追い出そうと謀る事件が起こる。この李麟佐の乱（戊申政変）がきっかけとなり、英祖は再び政治的に立場の近い老論を重用した。英祖は蕩平策の一つの方法として「双挙互対」を実施した。これは主要な地位ごとに老論と少論の人物を一緒に登用し、お互いを牽制させることで政権を独占できないようにするという政策である。また、1772年には同じ党派に属する家同士の婚姻を禁止した。さらに、死刑は必ず3審を経て執行することとする三覆制度を復活させ、士大夫が私的に刑罰を下す行為を禁止した。
しかし、このような状況は結局、1762年に王世子（荘献世子）の死を招くこととなった。英祖の健康悪化のため、荘献世子は1749年から代理聴政をとるようになったが、荘献世子と英祖を離間させようとする老論と貞純王后の画策もあり、2人は対立した。遂に1762年、英祖は荘献世子を廃世子するとともに自決を命じ、荘献世子は米櫃に閉じこめられ餓死した（壬午士禍）。のちにこれを悔やんだ英祖は世子に「思悼」と追号するとともに荘献世子の次男（後の正祖）を王世孫に冊立し、また後にはこのことを教訓として正祖に代理聴政を行わせ、老論に牽制されることを前もって防止した。
英祖は一方、民が兵役の代わりに税金として納める布帛を2疋から1疋に減らす均役法を実施して国民の税負担を大きく減らし、国家に対する義務を身分に応じた負担とした。また朝鮮通信使として日本へ行った趙曮が持ち帰ったサツマイモを、凶年の際には主食の代用とできるようにした。
学問を好んだ英祖は自ら書籍を執筆するだけでなく、印刷術を改良して多くの書籍を刊行・頒布させ、民衆の書籍に接する機会を広げた。『退陶言行録』、『女四書』、『小学訓義』、『続五礼儀』、『続大典』、『無冤録』、『続兵将図説』、『漏籌通義』、『海東楽章』、『輿地図書』、『東国文献備考』など数多くの書籍を編纂した他、『御製警世問答』、『為将必覧』は英祖の著書である。英祖のこのような実際的政策の影響で、朝鮮は李瀷を先駆けとして実学 (朝鮮)が萌芽し始め、正祖の代には「朝鮮のルネサンス」と呼ばれるほど大きく成長することとなる。
1776年、老衰のため83歳で薨去した。李氏朝鮮の歴代国王の中で最長の在位期間（52年）であった。御陵は元陵である。その後、荘献世子の次男で英祖の孫にあたる正祖が王位に就いた。
清から贈られた諡号は、「荘順王」である。諡号に「従う順」の文字を使用しており、朝鮮国王は従順であって欲しいという清の希望を読み取れるが、この諡号は、治世中の公式記録から徹底して取り除かれており、『朝鮮王朝実録』、朝鮮国王の行状、『陵誌文』といったほとんど全ての公式記録から取り除かれ、外交文書以外にはほとんど使用されなかった。『朝鮮王朝実録』は、清から諡号を授かった事実を記録するのみで贈られた諡号を記録していない。その理由は、「夷狄」とみなした清からの諡号を恥辱に感じていたからであり、表向きは清に対して朝貢・冊封の事大をおこない、恭順の姿勢を装うが、清に対する反発が拭い難く根付いていた。
国王としては前例のない博愛主義者で、身分制度の範囲内で人権に配慮する政策も行っていた。

## 家系
- 祖父: 顕宗（1641年 - 1674年）
- 祖母: 明聖王后金氏（1642年 - 1684年）
- 父: 粛宗（1661年 - 1720年）
- 嫡母: 仁元王后金氏（1687年 - 1757年）
- 生母: 淑嬪崔氏（1670年 - 1718年）

### 宗室
- 正室: 貞聖王后徐氏（1692年 - 1757年）- 達城府院君徐宗悌（朝鮮語版）の娘
  - 子女なし
- 継室: 貞純王后金氏（1745年 - 1805年）- 鰲興府院君金漢耉（朝鮮語版）の娘
  - 子女なし
- 後宮: 靖嬪李氏（朝鮮語版）（1694年? - 1721年）- 贈左賛成 李竣哲の娘
  - 和億翁主（朝鮮語版）（1717年 - 1718年）
  - 孝章世子 李緈（1719年 - 1728年）- 第22代国王正祖の養父。追贈王（諡号: 真宗）
  - 和順翁主（朝鮮語版）（1720年 - 1758年）- 金漢藎（朝鮮語版）正室
- 後宮: 暎嬪李氏（1696年 - 1764年）- 贈賛成 李楡蕃の娘
  - 和平翁主（朝鮮語版）（1727年 - 1748年）- 朴明源正室
  - 和協翁主（1733年 - 1752年）- 申光綏正室
  - 思悼世子/荘献世子 李愃（1735年 - 1762年）- 第22代国王正祖の実父。追贈王（諡号: 荘祖）
  - 和緩翁主（1738年 - 1808年）- 鄭致達（朝鮮語版）正室
  - 他、翁主3人があったがいずれも夭折
- 後宮: 貴人趙氏（朝鮮語版）（1707年 - 1780年）- 趙台徴の娘
  - 和柔翁主（朝鮮語版）（1740年 - 1777年）- 黄仁点正室
  - 他、翁主1人があったが夭折
- 後宮: 淑儀文氏（生年不詳 - 1776年）- 廃位後賜死
  - 和寧翁主（朝鮮語版）（1752年 - 1821年）- 沈能建正室
  - 和吉翁主（朝鮮語版）（1754年 - 1772年）- 具敏和正室

## 英祖が登場する作品
小説
- 大王の道 - 康信哉（朝鮮語版）による小説作品。杏林出版社、1998年、全4巻。ISBN 9788972924647（第1巻）
- イ・サン-正祖大王- - リュ・ウンギョンによる小説作品。ディオネ、2007年、全5巻。ISBN 9788992449182（第1巻）
  - 徐正根訳、竹書房、2009年、全3巻。ISBN 978-4812439128　（文庫）2011年、全5巻。ISBN 978-4812446492（第1巻）
- イ・サンと陰謀 英祖と思悼世子と正祖 - 汝雪霞による小説作品。センガガヌンチェク、2007年。ISBN 9788995658048
- 命 思悼世子の最後の7日間 - 金相烈（朝鮮語版）による小説作品。ナナム出版社、2008年。ISBN 9788930005845
- 忠臣 - マーク・ハンプシンクによる小説作品。イ・スヨン訳。ムンイダン、2009年。ISBN 9788974564278
- 思悼世子 - キム・ギョンミンによる小説作品。テラスブック、2012年。ISBN 9788994300122

映画
- 尚衣院 -サンイウォン-（2014年、配役: ユ・ヨンソク）
- 王の運命 -歴史を変えた八日間-（2015年、配役: ソン・ガンホ）
- 逆謀〜反乱の時代〜（2017年、配役: リュ・テジュン）
- ときめきプリンセス婚活記（2018年、配役: キム・サンギョン）

テレビドラマ
- 恨中録（KBS、1972年、日本未公開、配役: イ・チウ（朝鮮語版））[4]
- 安国洞の奥様（MBC、1980年、日本未公開、配役: チェ・ブラム（朝鮮語版））[5]
- 朝鮮王朝五百年 閑中録（MBC、1988年、日本未公開、配役: キム・ソンウォン）
- 天よ、天よ（KBS、1988年、日本未公開、配役: キム・ソンギョム（朝鮮語版））[6]
- 大王の道（MBC、1998年、配役: パク・クニョン（朝鮮語版））
- 洪國榮 ホン・グギョン（朝鮮語版）（MBC、2001年、配役: チェ・ブラム）[5]
- 暗行御史パク・ムンス（朝鮮語版）（MBC、2002年、配役: チョ・ミンギ）
- 張禧嬪 チャン・ヒビン（KBS、2002年、配役: イ・ミンホ）
- 正祖暗殺ミステリー 8日（朝鮮語版）（チャンネルCGV（朝鮮語版）、2007年、配役: キム・ソンギョム）
- イ・サン（MBC、2007年、配役: イ・スンジェ）
- トンイ（MBC、2010年、配役: イ・ソノ（朝鮮語版）、イ・ヒョンソク（朝鮮語版））
- ペク・ドンス（SBS、2011年、配役: チョン・グックァン（朝鮮語版））
- 秘密の扉（SBS、2014年、配役: ハン・ソッキュ）
- 赤い月（朝鮮語版）（KBS、2015年、配役: キム・ミョンゴン（朝鮮語版））[7]
- テバク〜運命の瞬間〜（SBS、2016年、配役: ヨ・ジング）
- ヘチ 王座への道（SBS、2019年、配役：チョン・イル）
- 赤い袖先（MBC、2021年、配役：イ・ドクファ）